# Zenodorus juliae
Zenodorus juliae là một loài nhện trong họ Salticidae.
Loài này thuộc chi Zenodorus. Zenodorus juliae được Tord Tamerlan Teodor Thorell miêu tả năm 1881.